# Patricia Peill
Patricia Peill, geb. Schoeller (* 15. November 1962 in Göttingen) ist eine deutsche Politikerin (CDU) und seit dem 1. Juni 2017 Mitglied im Landtag Nordrhein-Westfalen. 

## Leben
Nach Stationen in der Schweiz und in Kanada machte Patricia Peill ihr Abitur in München. In Wien studierte sie Betriebswirtschaft an der dortigen Wirtschaftsuniversität. Sie promovierte über Interkulturelles Management in Joint Ventures in China.
Von 1992 bis zur Wahl in den Landtag war Peill im landwirtschaftlichen Familienbetrieb tätig, zudem von 1999 bis 2016 im Bereich Unternehmensberatung.
Patricia Peill ist verheiratet und hat vier Kinder. Sie wohnt auf einem Hof in der Gemeinde Nörvenich im Kreis Düren.

## Politik
Peill ist seit 2013 Vorsitzende der Frauen-Union im Bezirk Aachen. Am 14. September 2019 wurde Peill mit 88 % der Stimmen als Beisitzerin in den Bundesvorstand der Frauen-Union gewählt. Seit Oktober 2023 ist sie zudem Schatzmeisterin der CDU Nordrhein-Westfalen.
Als sachkundige Bürgerin ist Peill im Nörvenicher Gemeinderat vertreten. Sie ist Jugendausschuss-Vorsitzende der Gemeinde, Kreistagsabgeordnete im Kreis Düren und Mitglied im Schul- und Kreisentwicklungsausschuss.

### Landtag
Peill wurde bei der Landtagswahl in Nordrhein-Westfalen 2017 im Landtagswahlkreis Düren I mit 41,5 % der Erststimmen in Direktwahl in den Landtag Nordrhein-Westfalen gewählt. Sie wurde Nachfolgerin von Josef Wirtz, der sich nicht mehr zur Wahl stellte. Bei der Landtagswahl im Mai 2022 wurde sie erneut per Direktwahl im Wahlkreis Düren I in den Landtag gewählt. Sie gewann das Direktmandat mit 45,1 % der Erststimmen. Seitdem ist sie Vorsitzende des Ausschusses für Umwelt-, Natur- und Verbraucherschutz, Landwirtschaft, Forsten und ländliche Räume.

## Ehrenamtliche Tätigkeiten
Patricia Peill war an der Einrichtung des Jugendhauses Chillout in Nörvenich beteiligt, engagiert sich im Nörvenicher Flüchtlingshilfswerk Nörvenich hilft e. V. und war Mitbegründerin des Jugendbeirates. Außerdem ist sie stellvertretende Vorsitzende der Stiftung „Desertfood“, die durch modulare solarbetriebene Entsalzungsanlagen landwirtschaftliche Nutzung von Wüstenland in Kenia ermöglicht.